# Адак (Аляска)
Адак (англ. Adak) — город на острове Адак, находящемся в группе Алеутских островов, Аляска, США. Расположен в 2092 км к юго-западу от Анкориджа и в 563 км к западу от города Уналашка. Это самый западный муниципалитет США и самый южный город в Аляске.

## Климат
Климат — влажный, океанический; часты штормы и туманы. Большую часть года город накрыт сплошной облачностью; постоянны сильные ветры. Средние температуры колеблются от 0,5 в январе до 11 °С в августе.
Годовой уровень осадков составляет около 1670 мм. В Адаке в среднем 263 дождливых дня в году, что делает его вторым самым дождливым городом США после гавайского Хило.
| Показатель                    | Янв. | Фев. | Март | Апр. | Май | Июнь | Июль | Авг. | Сен. | Окт. | Нояб. | Дек. | Год  |
| ----------------------------- | ---- | ---- | ---- | ---- | --- | ---- | ---- | ---- | ---- | ---- | ----- | ---- | ---- |
| Средний суточный максимум, °C | 2,9  | 2,8  | 3,7  | 5,2  | 7,3 | 9,5  | 12,2 | 13,2 | 11,3 | 8,3  | 5,2   | 3,3  | 7,1  |
| Средний суточный минимум, °C  | −1,7 | −1,9 | −1,1 | 0,5  | 2,6 | 4,9  | 7,1  | 8,1  | 6,4  | 3,4  | 0,6   | −1,2 | 2,3  |
| Норма осадков, мм             | 171  | 138  | 156  | 110  | 123 | 85   | 76   | 110  | 140  | 178  | 186   | 195  | 1667 |
| Источник:                     |      |      |      |      |     |      |      |      |      |      |       |      |      |

## Население
По данным переписи 2010 года население города составляет 326 человек. Данные переписи 2000 года сообщают о населении в 316 человек. Расовый состав представлен белыми (49,68 %), афроамериканцами (1,27 %), коренными американцами (35,13 %), азиатами (9,81 %) и др. Доля лиц моложе 18 лет — 18,7 %; доля лиц старше 65 лет — 1,3 %. Средний возраст населения — 35 лет.
Динамика численности населения:
| Год       | 1970 | 1980 | 1990 | 2000 | 2010 |
| --------- | ---- | ---- | ---- | ---- | ---- |
| Население | 2249 | 3315 | 4633 | 316  | 326  |

## Транспорт
Имеются 2 взлётно-посадочных полосы с покрытием. Пассажирские и грузовые перевозки осуществляются компанией Alaska Airlines. Перелёт из Анкориджа занимает около трёх часов.